# Lasioglossum graaffi
Lasioglossum graaffi är en biart som först beskrevs av Cockerell 1941.  Lasioglossum graaffi ingår i släktet smalbin, och familjen vägbin. Inga underarter finns listade i Catalogue of Life.